# Acanthoxia lanceolata
Acanthoxia lanceolata är en insektsart som först beskrevs av Bolívar, I. 1890.  Acanthoxia lanceolata ingår i släktet Acanthoxia och familjen gräshoppor. Inga underarter finns listade i Catalogue of Life.